# Oithona plumifera
Oithona plumifera är en kräftdjursart som beskrevs av Baird 1843. Oithona plumifera ingår i släktet Oithona och familjen Oithonidae. Inga underarter finns listade i Catalogue of Life.